# Die Kunstismen
Die Kunstismen (1925) ist der Titel eines Buchs von Hans Arp und El Lissitzky, in dem Strömungen der Avantgarden in der Bildenden Kunst von etwa 1914 bis 1924 definiert und illustriert werden.
Kunstrichtungen, die mehrheitlich mit -ismus enden, werden (nicht ohne Ironie) von den Künstlern selbst definiert und mit Fotografien ihrer Werke illustriert. Nach den Künstlern folgen im Inhaltsverzeichnis „Die Ismen“, als seien sie selbst Personen. Die Definitionen sind deutsch, französisch und englisch wiedergegeben und nicht alle mit Autornamen versehen. Zudem werden parallele Strömungen in Film und Architektur erwähnt. – Voraus geht ein Zitat von Kasimir Sewerinowitsch Malewitsch: „Die Gegenwart ist die Zeit der Analysen, das Resultat aller Systeme, die jemals entstanden sind.“

## Definitionen
AbstraktivismusDie Abstrakte Kunst gestaltet das „Ungegenständliche“, ohne dass die Künstler „durch ein gemeinsames Problem miteinander verbunden“ wären. Neben Wassily Kandinsky werden ihr Natan Issajewitsch Altman, Ljubow Sergejewna Popowa und auch László Moholy-Nagy zugerechnet.
DadaismusDer Dadaismus „hat das Bejahen und Verneinen bis zum Nonsens geführt“ (Hans Arp). Als Ergänzung zu Arp werden Beispiele von Francis Picabia oder Max Ernst abgebildet.
ExpressionismusDer Expressionismus ist ein „falscher Hase“ aus Kubismus und Futurismus. Marc Chagall oder Paul Klee dienen als Illustration für ihn.
FuturismusDer Futurismus hat „die Ruhe und Statik demoliert und das Bewegte, Dynamische gezeigt“ (Umberto Boccioni). Gino Severini oder Luigi Russolo finden sich unter den Bildbeispielen.
KompressionismusDer Kompressionismus bleibt undefiniert, wird aber mit Raumgestaltungen von Oskar Schlemmer und Willi Baumeister illustriert.
KonstruktivismusDer Konstruktivismus sieht „die Welt durch das Prisma der Technik“. Für ihn werden Kunstwerke von Wladimir Jewgrafowitsch Tatlin oder Naum Gabo angeführt.
KubismusDer Kubismus sei keine „Kunst der Nachahmung“ (Guillaume Apollinaire) und widme sich den „schlichten, abstrahierten Formen“ (Roger Allard). Pablo Picasso und Georges Braque liefern die ersten Beispiele.
NeoplastizismusDer Neoplastizismus „gewinnt durch die horizontal-vertikale Aufteilung des Rechteckes die Ruhe“ (Piet Mondrian). Auch Theo van Doesburg wird als Vertreter aufgeführt.
PurismusDer Purismus ruft „beim Beschauer eindeutige physiologische Empfindungen hervor“ (Amédée Ozenfant und Le Corbusier).
SimultanismusIm Simultanismus ist „die Gleichzeitigkeit der Farben […] die einzige Realität zum Aufbau des Bildes“ (Robert Delaunay). Ein Bild von Sonia Delaunay-Terk wird ergänzt.
SuprematismusDer Suprematismus (auch als Proun bezeichnet) „presst die ganze Malerei in ein schwarzes Quadrat auf einer weißen Leinwand zusammen“ (Malewitsch). Neben Malewitsch dient etwa Olga Wladimirowna Rosanowa als Beispiel.
VerismusDer Verismus hält den Zeitgenossen „den Spiegel vor die Fratze“ (George Grosz). Auch Otto Dix wird ihm zugerechnet.